# Slavkovica
Slavkovica (srbsky Славковица) je vesnice v západní části Srbska, administrativně spadající pod opštinu Ljig v Kolubarském okruhu. Vesnice se nachází jižně od města Ljig, v údolí potoka Slavkovačka reka. Západně se nachází vrchol Čardak. V roce 2011 zde žilo 575 obyvatel.
Z národnostního hlediska je obyvatelstvo v drtivé většině srbské národnosti.
Ve vesnici stojí kostel Proměnění páně (srbsky Preobraženje gospodinjeg). Postaven byl v roce 1875.